# KOREA (음악 그룹)
KOREA는 2003년 상트페테르부르크 출신 멤버 4명이 결성한 러시아의 뉴 메탈 그룹이다. 2006년에 음반 На сломанных крыльях를 발표하였다.

## 멤버
- 에브게니 포테힌(Евгений Потехин): 기타, 보컬
- 세르게이 쿠즈네초프(Сергей Кузнецов): 드럼
- 스타스 로스첸스트벤스키(Стас Рожденственский): 베이스
- 알렉산드르 쿠즈네초프(Александр Кузнецов): 기타